# Actenobius
Actenobius là một chi bọ cánh cứng thuộc họ Ptinidae.

## Các loài
Chi này hai loài, một loài đã tuyệt chủng, Actenobius magneoculus Peris & al., 2015, và một loài còn tồn tại, Actenobius pleuralis (Casey, 1898).
Hóa thạch của loài Actenobius magneoculus được phát hiện ở Tây Ban Nha vào năm 2015. Còn loài Actenobius pleuralis được TL Casey mô tả năm 1898.